# Farru
José María Pérez García (Lorca, 25 de febrero de 2001), más conocido como Farru, es un futbolista español que juega como defensa central en el C. D. Alcoyano de la Primera RFEF.

## Trayectoria
Tras pasar por el fútbol base del Lorca FC y la UD Almería, el 20 de agosto de 2020 se oficializa su incorporación al FC Cartagena para jugar en su filial en la recién creada Tercera División RFEF. Debuta el siguiente 18 de octubre al partir como titular en una victoria por 2-0 frente al Racing Murcia FC. El 29 de octubre de 2021 renueva su contrato con el club hasta 2024.
Consigue debutar con el primer equipo el 30 de noviembre de 2021 al partir como titular en una victoria por 2-0 frente al Racing Rioja FC en Copa del Rey, jugando el partido completo.
El 30 de octubre de 2022, debuta con el primer equipo del Fútbol Club Cartagena en la Segunda División de España, disputando los últimos minutos del encuentro frente al Granada CF en la jornada 13 de liga, que acabaría con empate a cero.
El 23 de agosto de 2023, firma por el C. D. Alcoyano de la Primera RFEF.

## Clubes
Actualizado al último partido disputado el 15 de mayo de 2022.
| Club             | País   | Año       | Partidos | Goles |
| ---------------- | ------ | --------- | -------- | ----- |
| FC Cartagena "B" | España | 2020-2023 | 49       | 4     |
| FC Cartagena     | España | 2021-2023 | 2        | 0     |
| CD Alcoyano      | España | 2023-act. | 0        | 0     |